# Многожёнство в исламе
Та‘а́ддуд аз-завджа́т (араб. تعدد الزوجات‎ — букв. многожёнство, полигамия) — термин шариатского законодательства, определяющий совокупность предписаний о многожёнстве. С точки зрения законодательства факт многожёнства в зависимости от ситуации может быть оценён и как мубах (дозволенное), и как макрух (порицаемое), и как ваджиб (обязательное). Мусульманину запрещено иметь одновременно более четырёх жён.

## Обоснование
Основным кораническим обоснованием многожёнства является аят суры Ан-Ниса (Женщины):

Если вы боитесь, что не будете справедливы к сиротам, то женитесь на других женщинах, которые нравятся вам: на двух, трёх, четырёх. Если же вы боитесь, что не будете одинаково справедливы к ним, то довольствуйтесь одной или невольницами, которыми овладели ваши десницы. Это ближе к тому, чтобы избежать несправедливости (или бедности).
—  4:3 (Кулиев)

## Справедливость
Справедливость, которая требуется в Коране от мужчины-многоженца, состоящем в так называемом «равноправном браке», должна проявляться в равном обеспечении в еде, питье, одежде, жилье и т. д. При этом понятие «равное» подразумевает обеспечение каждой из жён тем, что ей необходимо, а не предоставление каждой супруге одинакового количества всего, что возможно.
Мужчина обязан предоставить каждой из жён отдельное жильё. Если жёны согласны, то они могут жить в одном доме, но в разных комнатах. Муж не должен предоставлять одной из жён роскошный дом, а другую поселять в старую хибарку.
Муж обязан одинаково делить дни и ночи, которые проводит со своими супругами. С разрешения одной из жён, мужчина может проводить у неё меньше времени, чем у другой.
Что же касается любви, то человек не в состоянии разделить это чувство равномерно между жёнами. Шариат не обязывает испытывать любовь в равной степени к каждой из супруг.

## Шариатские предписания

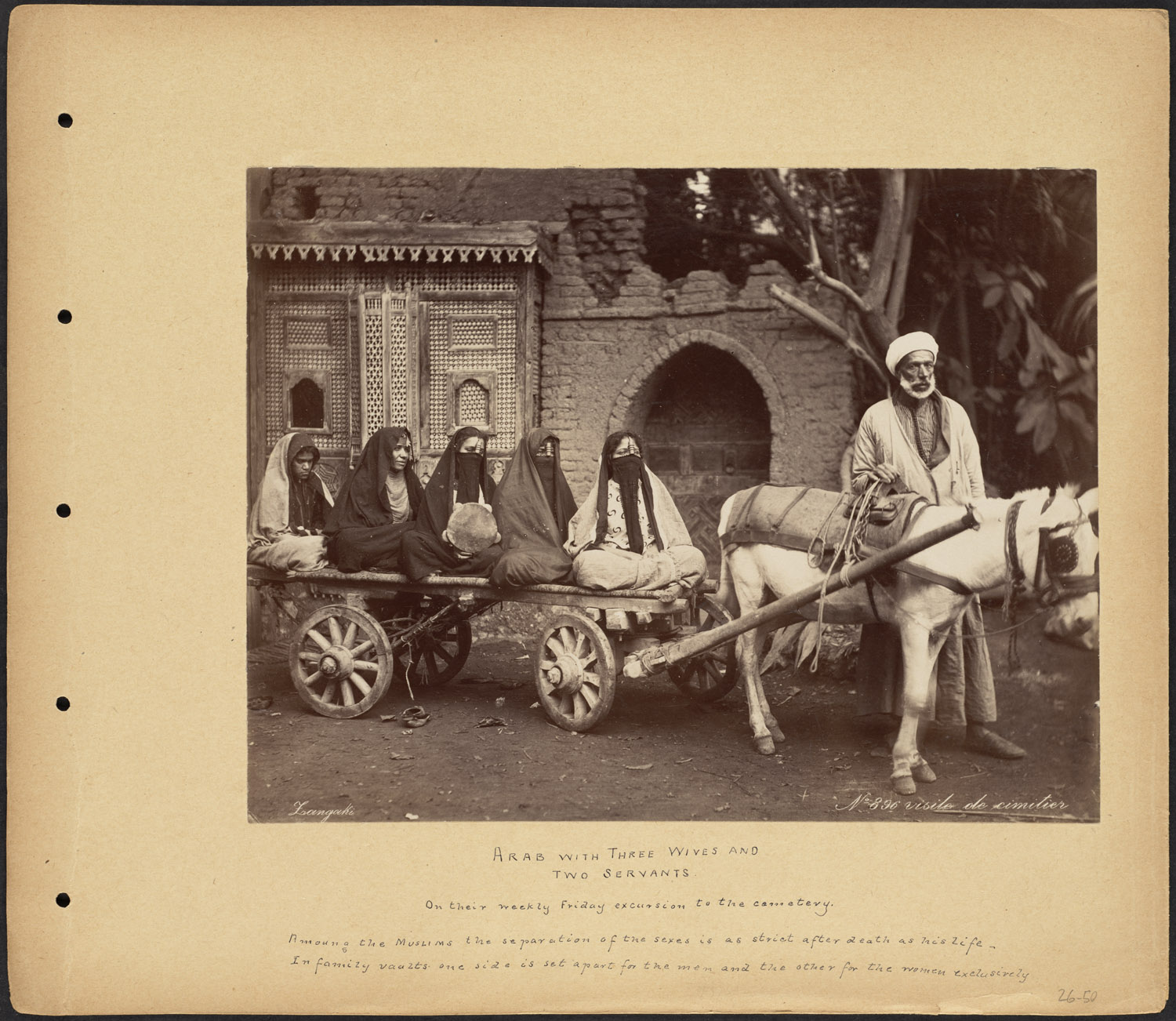
Египетский араб с тремя жёнами и двумя служанками в 1890 году

В зависимости от ситуаций, связанных с мужчиной, многожёнство может быть для него желательным (мустахабб), нежелательным (макрух) или даже вовсе запретным (харам).
- Если жена не оберегает целомудрия мужа или тяжело больна, бесплодна и так далее, а муж желает ребёнка, то ему желательно (мустахабб) жениться на другой.
- Если мужчина желает жениться на другой женщине без нужды или же для увеличения почёта в обществе, то в этом случае многожёнство является для него нежелательным (макрух).
- Если мужчина финансово беден (в том числе например имеет нестабильный заработок), физически и/или духовно слаб, или уверен в том, что не сможет проявлять справедливость между жёнами, то в этом случае многожёнство для него является греховным делом[2].

## Польза многожёнства
Мусульмане считают, что многожёнство, разрешённое исламом решает ряд социальных проблем:
- Оберегание мужчины от супружеской измены и равно прелюбодеяния (зина́). Природное естество многих мужчин таково, что они прибегают к супружеским изменам, что в свою очередь ведёт к распространению венерических заболеваний, увеличению разводов и так далее.
- Защита женщины. Многожёнство даёт возможность как можно бо́льшему количеству женщин находиться под опекой и обеспечением мужа, а не быть одинокой и уязвимой.
- Потомство. Многожёнство способствует увеличению потомства и соответственно численности мусульман[2].

Имам Центральной мечети города Махачкалы (Дагестан) Магомедрасул Саадуев отмечал: «мужчин, которые сознательно идут на такой шаг, можно считать патриотами, поскольку они берут под опеку две, а то и три-четыре семьи. Таких мужчин надо обеспечить привилегиями».
Саудовский учёный-богослов Абдул-Азиз ат-Тарифи отметил: «Большинство тех, кто сегодня отвергает закон Аллаха о многоженстве из числа мужчин, это те, кто в своем сердце считает незначительным совершение прелюбодеяния. Аллах устраивает так, что то, что совершают больные души в тайне проявляется открыто. Посредством многоженства, Аллах защищает от прелюбодеяния и сложностей, которые находят правильные души. Посредством него упорядочивается естество, отталкивается запретное и защищается честь».

## Многожёнство в разных странах
В большинстве исламских стран, многожёнство является правовой нормой. Однако, в Турции, Северном Кипре, Азербайджане, Узбекистане, Таджикистане, Туркменистане, Кыргызстане, Казахстане, Тунисе многожёнство законодательно запрещено, но фактически встречается в виде никаха, без светского свидетельства о заключении брака. В шиитской Исламской Республике Иран для вступления во второй брак законодательно необходимо согласие первой жены. В Ираке, Марокко, Сирии и Пакистане для этого нужно получить разрешение властей.
В России многожёнство запрещено федеральным законом. А в начале 2000-х президент Ингушетии Руслан Аушев разрешил многожёнство в республике, но вскоре ингушских мужчин снова лишили возможности иметь несколько жён.
Нигерийский имам Мохаммед Альхаджи был приговорён к смерти за избыточное многожёнство, однако в итоге был освобождён.